# Kikki Danielsson

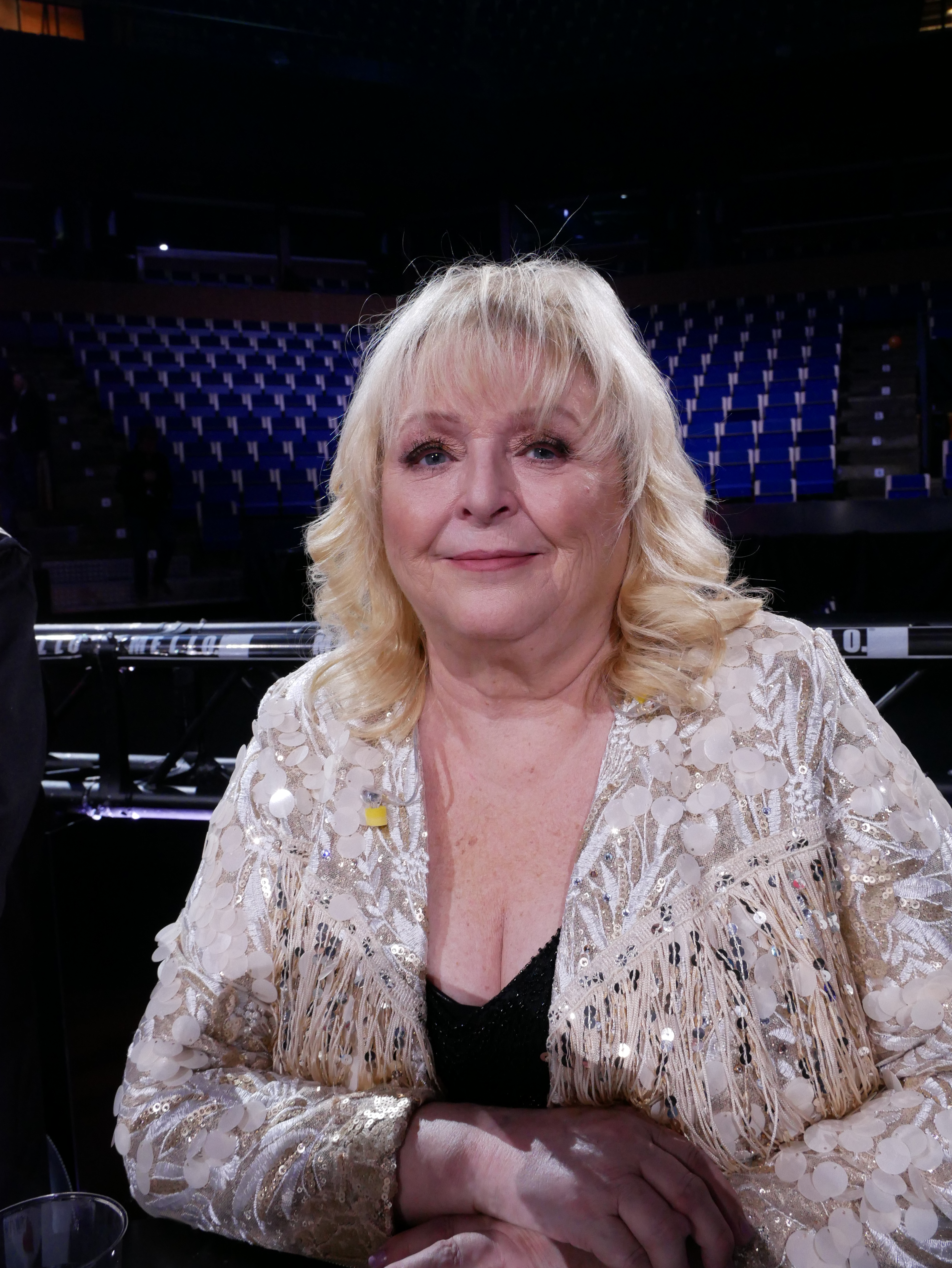
Kikki Danielsson, 2018

Kikki Danielsson (* 10. Mai 1952 in Osby, Schweden; bürgerlich Ann-Kristin Danielsson-Roos) ist eine schwedische Dansband-, Pop- und Country-Sängerin.

## Teilnahme am Eurovision Song Contest

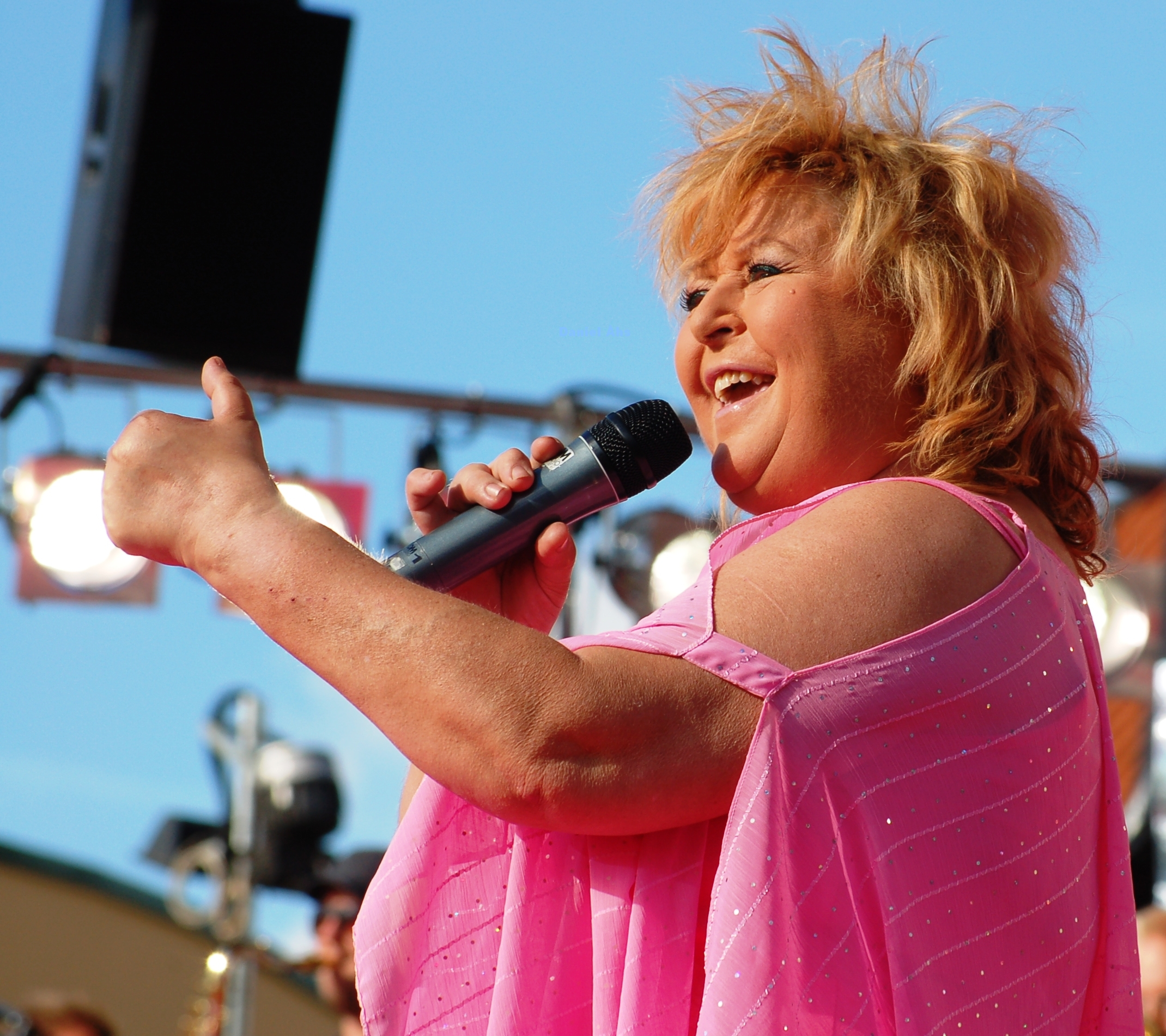
Kikki Danielsson

Kikki Danielsson nahm zweimal für Schweden am Eurovision Song Contest teil. 1982 bildete sie mit Elisabeth Andreassen das Duo Chips und stellte den Beitrag Dag efter dag vor, der mit 67 Punkten auf dem achten Platz unter 18 Teilnehmern landete. 1985 vertrat sie Schweden erneut, dieses Mal jedoch als Solointerpretin: Das Lied Bra vibrationer erreichte mit 103 Punkten den dritten Platz; Danielsson erhielt aus Finnland und Norwegen die Höchstpunktzahl von 12 Punkten. 
2006 wollte sie zum Wettbewerb zurückkehren und nahm an der schwedischen Vorentscheidung Melodifestivalen mit dem Lied I dag & i morgon teil. Sie konnte sich im ersten Halbfinale als Zweitplatzierte für das Finale qualifizieren, in dem sie jedoch mit nur zwei Punkten auf dem 10. und damit letzten Platz landete. 1985 trat sie beim Eurovision Song Contest gegen ihre Duettpartnerin aus dem Jahr 1982 an: Elisabeth Andreassen vertrat ihr Heimatland Norwegen als Teil des Duos Bobbysocks und gewann. Kikki Danielsson spielt Akkordeon.
2017 wurde der Asteroid (18632) Danielsson nach ihr benannt.

## Diskografie

### Alben
| Jahr | Titel                              | Höchstplatzierung, Gesamtwochen, AuszeichnungChartsChartplatzierungen (Jahr, Titel, Platzierungen, Wochen, Auszeichnungen, Anmerkungen) | Anmerkungen |
| Jahr | Titel                              | SE | Anmerkungen |
| ---- | ---------------------------------- | --- | ----------- |
| 1979 | Rock’n Yodel                       | SE13 (6 Wo.)SE |             |
| 1981 | Just Like a Woman                  | SE20 (4 Wo.)SE |             |
| 1982 | Kikki                              | SE19 (5 Wo.)SE |             |
| 1983 | Varför är kärleken röd?            | SE29 (2 Wo.)SE |             |
| 1983 | Singles Bar                        | SE35 (3 Wo.)SE |             |
| 1984 | Midnight Sunshine                  | SE24 (3 Wo.)SE |             |
| 1985 | Bra vibrationer                    | SE12 (8 Wo.)SE |             |
| 1986 | Papaya Coconut                     | SE29 (3 Wo.)SE |             |
| 1987 | Min barndoms jular                 | SE19 (3 Wo.)SE |             |
| 1989 | Canzone d’Amore                    | SE48 (2 Wo.)SE |             |
| 2008 | Kikkis bästa                       | SE15 (8 Wo.)SE |             |
| 2011 | Första dagen på resten av mitt liv | SE3 (14 Wo.)SE |             |
| 2015 | Postcard from a Painted Lady       | SE5 (13 Wo.)SE |             |
| 2016 | Christmas Card from a Painted Lady | SE26 (2 Wo.)SE |             |
| 2017 | Portrait of a Painted Lady         | SE27 (4 Wo.)SE |             |

Weitere Alben
- 1984: Kikkis 15 bästa låtar
- 1986: På begäran
- 1991: Vägen hem till dej
- 1993: Jag ska aldrig lämna dig
- 2001: 100 % Kikki
- 2001: Fri - En samling
- 2001: Nu är det advent
- 2006: I dag & i morgon

### Singles
| Jahr | Titel Album                   | Höchstplatzierung, Gesamtwochen, AuszeichnungChartsChartplatzierungen (Jahr, Titel, Album, Platzierungen, Wochen, Auszeichnungen, Anmerkungen) | Anmerkungen           |
| Jahr | Titel Album                   | SE | Anmerkungen           |
| ---- | ----------------------------- | --- | --------------------- |
| 1998 | Papaya Coconut (Come Along) – | SE22 (11 Wo.)SE | Kikki & The Doctor    |
| 2002 | Vem é dé du vill ha –         | SE32 (7 Wo.)SE | Kikki, Bettan & Lotta |
| 2006 | Idag & imorgon                | SE27 (2 Wo.)SE |                       |